# Macroteleia paraensis
Macroteleia paraensis är en stekelart som beskrevs av Jean-Jacques Kieffer 1910. Macroteleia paraensis ingår i släktet Macroteleia och familjen Scelionidae. Inga underarter finns listade i Catalogue of Life.